# Euglossa obtusa
Euglossa obtusa is een vliesvleugelig insect uit de familie bijen en hommels (Apidae). De wetenschappelijke naam van de soort is voor het eerst geldig gepubliceerd in 1978 door Dressler.
De soort is bekend uit Mexico en Belize.